# Bataille de Mook
Guerre de Quatre-Vingts Ans
Batailles
- Chronologie de la guerre de Quatre-Vingts Ans

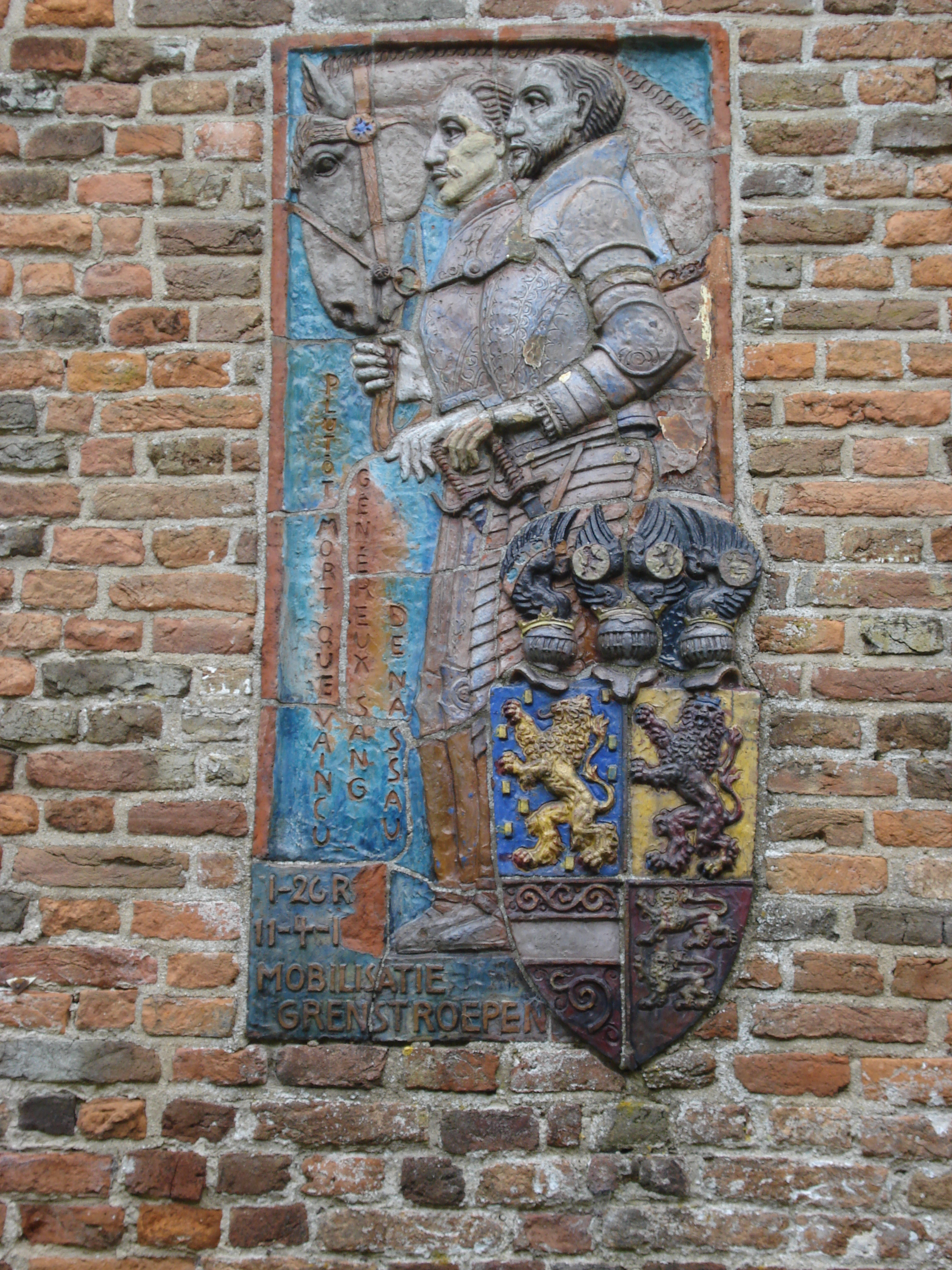
Relief de Louis et Henry, comtes de Nassau, seigneurs de Heumen, sur l'église réformée de Heumen, village voisin de Mook.

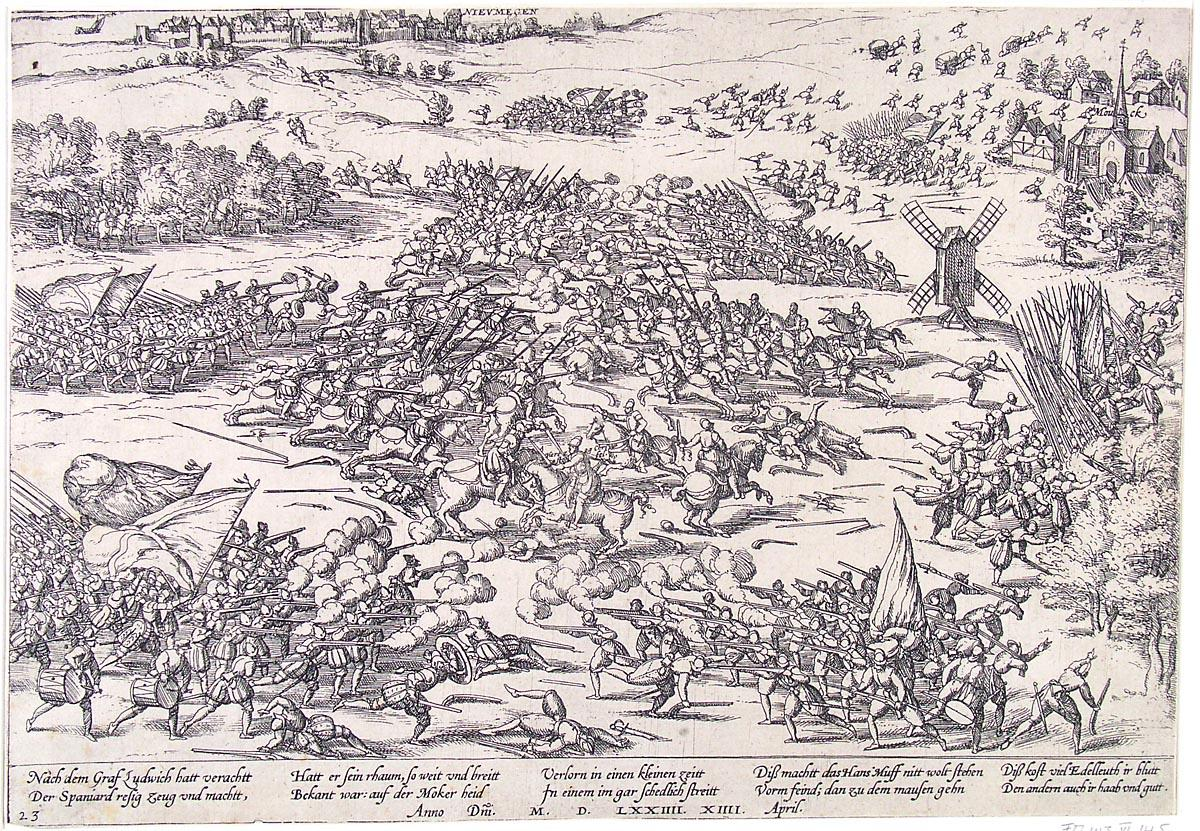
Gravure de Franz Hogenberg

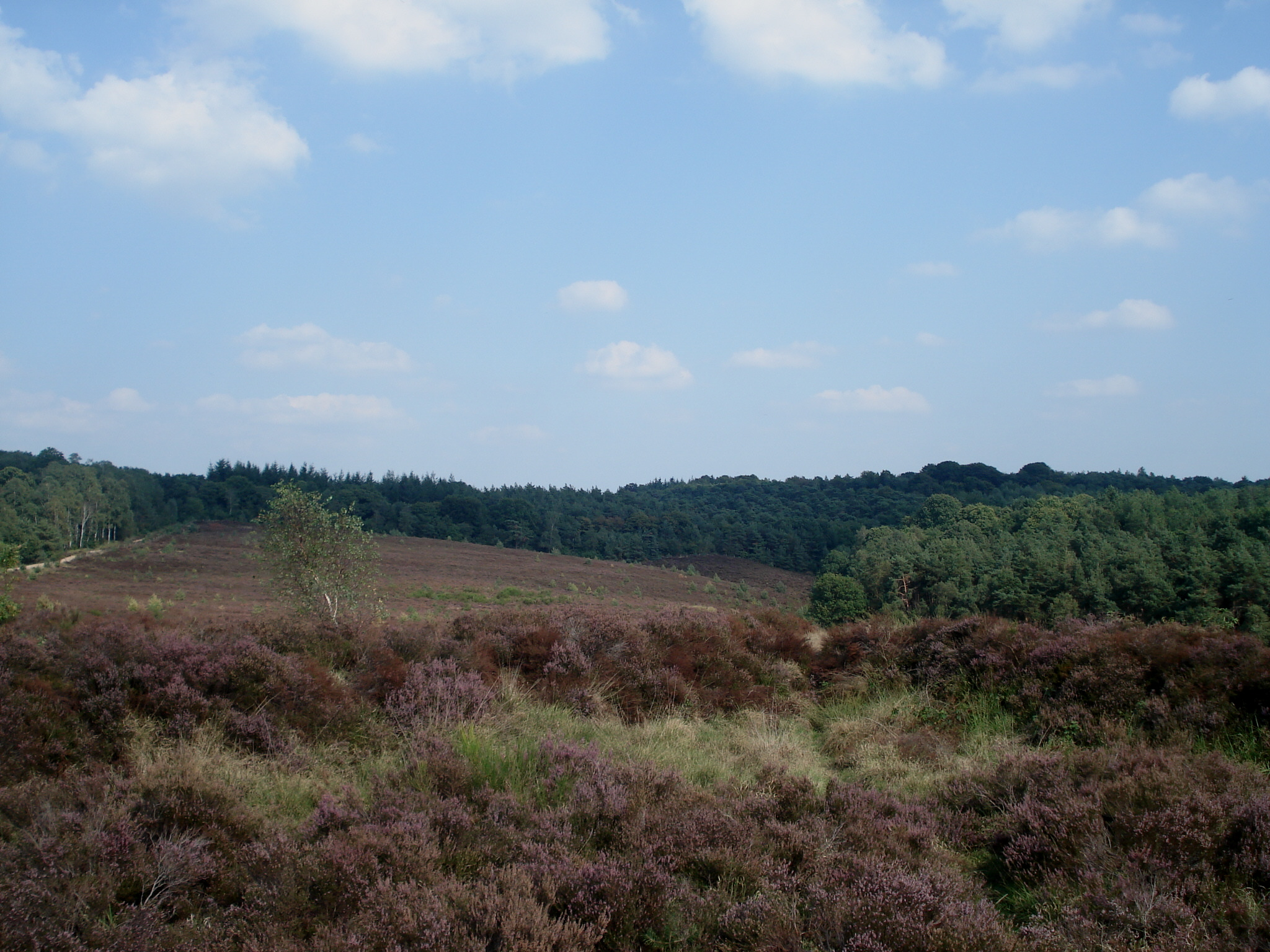
Le Mookerheide actuel

- Valenciennes
- Austruweel
- Rheindalen
- Heiligerlee
- Jemmingen
- Jodoigne
- Brielle
- 1er Flessingue
- Malines
- Goes
- Mons
- Haarlem
- 2e Flessingue
- Borsele
- Zuiderzee
- Alkmaar
- Leyde
- Reimerswaal
- Mook
- Lillo
- Zierikzee
- 1er Anvers
- 1er Bréda
- Gembloux
- Rijmenam
- 1er Deventer
- Maastricht
- 2e Bréda
- Açores
- 2e Anvers
- 3e Anvers
- Boksum
- Zutphen
- 1er Berg-op-Zoom
- Gravelines
- 3e Bréda
- 2e Deventer
- Groningue
- Huy
- 1er Groenlo1
- 2e Groenlo
- Turnhout
- Nieuport
- Ostende
- L'Écluse
- 3e Groenlo
- Saint-Vincent
- Gibraltar
- Saint-Vincent (1621)
- 2e Berg-op-Zoom
- 4e Bréda
- 4e Groenlo
- Matanzas
- Bois-le-Duc
- Abrolhos
- Slaak
- Maastricht
- 5e Bréda
- Cabañas
- Calloo
- Les Downs
- Saint-Vincent (1641)
- Hulst
- Cavite

La bataille de Mook ou de Mookerheide est une bataille de la guerre de Quatre-Vingts Ans qui se déroula le 14 avril 1574 près de Mook (Limbourg, Pays-Bas) dans une zone de landes, marécages et forêts appelée Mookerheide et opposa l'armée espagnole à une armée des Provinces-Unies dirigée par Louis de Nassau.
L'armée hollandaise, constituée de mercenaires mal payés, avait été mobilisée par Guillaume Ier d'Orange-Nassau afin de soulager la pression exercée par les armées espagnoles qui assiégeaient Leyde. L'armée, dirigée par les deux frères de Guillaume, Louis et Henry, est écrasée par les Espagnols et les deux commandants tués.

## La campagne
En février 1574, Louis de Nassau entre aux Pays-Bas venant d'Allemagne pour se joindre à son frère Guillaume d'Orange. Les Espagnols, avec peu de troupes dans la zone, pratiquent une tactique d'escarmouches constantes et réussissent à empêcher la traversée de la Meuse par l'armée de Louis alors qu'arrivent des renforts côté espagnol. Au début d'avril, avec l'armée maintenant formée, Sancho d'Avila traverse à son tour la Meuse sur un pont de bateaux et ferme le passage à l'armée de Louis, qui marchait vers le nord en cherchant la manière de passer la rivière.

## La bataille
Il y a eu une première confrontation entre les cavaleries des deux camps, qui s'était achevée en faveur des Hollandais. Les deux frères Louis et Henry ont sous-estimé les troupes espagnoles et n'ont pas tenu compte que le terrain était défavorable. Comme leurs troupes étaient fatiguées, ils ont décidé qu'elles se retrancheraient dans cette lande qui était plus vaste à cette époque.
La lutte a été engagée le 15 avril par l'armée espagnole qui a attaqué une tranchée dont ils sont arrivés à déloger les rebelles, qui revinrent à l'attaque avec des renforts et récupèrent la tranchée. Sancho d'Avila a envoyé plus de troupes pour attaquer à nouveau la tranchée qui fut reconquise. À ce moment, Louis lança à l'attaque sa cavalerie, qui était plus nombreuse que celle des Espagnols mais a échoué à cause d'une contre-attaque lancée par la cavalerie légère qui les a surpris. La cavalerie rebelle, regroupée, se lança à nouveau à l'attaque et fut repoussée à nouveau, d'où il s'ensuivit que l'armée hollandaise commença un retrait désordonné dans la direction Gennep, mais où elle s'est retrouvée dans une zone de marais.
Les deux dirigeants Louis et Henry de Nassau ont été tués avec près de 3 000 hommes de l'armée. Côté espagnol, environ 150 hommes ont perdu la vie. On ne connaît pas la manière dont Louis et Henry ont trouvé la mort. Il est possible que leurs corps aient été inhumés dans une fosse commune. Dans l'Église réformée de Heumen a été placée une plaque commémorative le 14 avril 1891.
Le long de la Mookerheide se trouve une chapelle dédiée à Marie. Une légende locale affirme qu'après la bataille, beaucoup de lumières erraient sur la Mookerheide. C'étaient les âmes des morts, qui n'avaient pu trouver aucun repos. La chapelle de Marie a été construite, et depuis les lumières ont disparu.

## Toponymes
Sur la carte d'aujourd'hui, on trouve les lieux appelés l'Enfer, le Purgatoire et le Ciel. L'Enfer est l'endroit où les troupes des deux frères ont été mises en déroute; le Purgatoire désigne l'endroit par où ceux qui ont survécu au massacre, ont voulu s'enfuir, avec des centaines de personnes disparues dans les marécages; le Ciel, enfin, est l'endroit où sont parvenus ceux qui ont survécu à la bataille. Le Ciel est aujourd'hui en Allemagne.

## Résultat
Luis de Requesens, gouverneur des Pays-Bas, n'a pu exploiter cette victoire qui laissait pratiquement sans défense les provinces rebelles car après la bataille, les tercios se mutinèrent faute de paiement de leurs soldes, laissant perdre l'effet de la déroute de leurs ennemis.